# Han Ji-min
Han Ji-min (* 5. November 1982 in Seoul) ist eine südkoreanische Schauspielerin.

## Berufliches Wirken
In Detective K: Im Auftrag des Königs (2011) spielt sie eine Femme fatale.
2014 spielte sie in der Komödie The Plan Man eine aufgeweckte, kreative, junge Frau, die einem Bibliothekar dabei hilft, von seiner zwanghaften Persönlichkeitsstörung loszukommen.

## Auszeichnungen
2018 erhielt sie für ihre Rolle in Miss Baek den prestigeträchtigen Blue Dragon Award in der Kategorie Beste Hauptdarstellerin.

## Filmografie

### Filme
- 2005: The Act 1, Chapter 2 (제1막,2장, Sprechrolle, animierter Kurzfilm)
- 2005: Blue Swallow (청연 Cheongyeon)
- 2007: The Cut (해부학교실 Haebuhak-gyosil)
- 2011: Detective K: Im Auftrag des Königs (조선명탐정: 각시투구꽃의 비밀)
- 2014: The Plan Man (플랜맨)
- 2014: The Fatal Encounter (역린 Yeongnin)
- 2015: Salut d’Amour (장수상회 Jang-su Sanghoe)
- 2016: The Age of Shadows (밀정 Miljeong)
- 2018: Keys to the Heart (그것만이 내 세상 Geugeotmani Nae Sesang)
- 2018: Herstory (허스토리)
- 2018: Miss Baek (미쓰백)
- 2018: Default (국가부도의 날 Gukkabudo-ui Nal)

### Fernsehserien
- 2003: All In (올인, SBS)
- 2003: Good Person (좋은 사람, MBC)
- 2003: Dae Jang Geum (대장금, 大長今, MBC)
- 2004: Drama City: Déjà vu (Episode vom 8. August 2004, KBS2)
- 2005: Drama City: Memory (KBS2)
- 2005: Resurrection (부활, Buhwal, KBS2)
- 2006: Wolf (늑대, Neukdae, MBC)
- 2006: Great Inheritance (위대한 유산, KBS2)
- 2006: Super Rookie Ranger (무적의 낙하산 요원, SBS)
- 2007: Capital Scandal (경성 스캔들, Gyeongseong Seukaendeul, KBS2)
- 2007: Yi San (이산, MBC)
- 2009: Cain and Abel (카인과 아벨, SBS)
- 2011: Padam Padam… The Sound of His and Her Heartbeats (빠담빠담… 그와 그녀의 심장박동소리, jTBC)
- 2012: Rooftop Prince (옥탑방 왕세자, Oktabbang Wangseja, SBS)
- 2015: Hyde Jekyll, Me (하이드 지킬, 나, Haideu Jikil, Na, SBS)
- 2016: Dramaworld (Cameo)
- 2018: Familiar Wife (tvN)
- 2019: The Light in Your Eyes (JTBC)
- 2019: One Spring Night (MBC)
- 2020: Here
- 2022: Yonder (욘더, Yondeo, TVING)
- 2023: Behind Your Touch